# Geissanthus
Geissanthus är ett släkte av viveväxter. Geissanthus ingår i familjen viveväxter.

## Dottertaxa tillGeissanthus, i alfabetisk ordning[1]
- Geissanthus abditus
- Geissanthus ambigua
- Geissanthus andinus
- Geissanthus angustiflorus
- Geissanthus argutus
- Geissanthus bangii
- Geissanthus barraganus
- Geissanthus betancurii
- Geissanthus bogotensis
- Geissanthus boliviana
- Geissanthus callejasii
- Geissanthus carchianus
- Geissanthus cestrifolius
- Geissanthus challuayacus
- Geissanthus cogolloi
- Geissanthus dentatus
- Geissanthus durifolius
- Geissanthus ecuadorensis
- Geissanthus fallenae
- Geissanthus floccosus
- Geissanthus floribundus
- Geissanthus fragrans
- Geissanthus francoae
- Geissanthus furfuraceus
- Geissanthus glaber
- Geissanthus goudotianus
- Geissanthus haenkeanus
- Geissanthus kalbreyeri
- Geissanthus lehmannii
- Geissanthus lepidotus
- Geissanthus longistamineus
- Geissanthus longistylus
- Geissanthus mezianus
- Geissanthus multiflorus
- Geissanthus myrianthus
- Geissanthus occidentalis
- Geissanthus pentlandii
- Geissanthus perpuncticulosus
- Geissanthus peruvianus
- Geissanthus pichinchae
- Geissanthus pichinchana
- Geissanthus pyramidatus
- Geissanthus quindiensis
- Geissanthus sararensis
- Geissanthus scrobiculatus
- Geissanthus serrulatus
- Geissanthus sessiliflorus
- Geissanthus sodiroanus
- Geissanthus spectabilis
- Geissanthus submembranaceus
- Geissanthus vanderwerffii
- Geissanthus zakii